# Laccophilus aemulus
Laccophilus aemulus är en skalbaggsart som beskrevs av Guignot 1955. Laccophilus aemulus ingår i släktet Laccophilus och familjen dykare. Inga underarter finns listade i Catalogue of Life.